# Wagna
Wagna – gmina targowa w Austrii, w kraju związkowym Styria, w powiecie Leibnitz. Liczy 5491 mieszkańców (1 stycznia 2015).
W Wagnie urodziła się Nicole Rottmann, austriacka tenisistka.